# El canta autor del pueblo
El canta autor del pueblo es el primer disco del cantautor Espinoza Paz

## Canciones
1. Amigos con derechos - 3:27
2. Así soy feliz - 3:10
3. Madre mía - 3:36
4. El celular - 3:22
5. La carcacha - 2:44
6. No soy un bobo - 2:57
7. La que sufre es mi mamá - 3:33
8. Ojalá - 4:13
9. El próximo viernes - 4:12
10. La sorpresa - 2:27
11. Gotitas de lluvia - 2:54
12. Por cuánto me amarías - 2:27
13. El celular (Tolo Loche) - 3:22
14. Amigos con derecho (Tolo Loche) - 3:29
15. Ojalá (Tolo Loche) - 4:12

## Premios y listas
| Lista                           | Posición |
| ------------------------------- | -------- |
| U.S.Billboard Regional Mexican  | 5        |
| U.S. Billboard Top Latin Albums | 11       |
| U.S. Billboard Top Heatseekers  | 17       |

| Canción            | Lista                          | Posición |
| ------------------ | ------------------------------ | -------- |
| El próximo viernes | Latin Regional Mexican Airplay | 5        |
| El próximo viernes | Hot Latin Songs                | 14       |
| El celular         | Latin Regional Mexican Airplay | 39       |